# Virginia Gildersleeve
Virginia Crocheron Gildersleeve (Nueva York, 3 de octubre de 1877-Centerville, Massachusetts, 7 de julio de 1965) fue una pedagoga estadounidense.
Se graduó en el Barnard College, entonces sección femenina de la Universidad de Columbia, en Historia Medieval. Obtuvo doctorados por Columbia y Rutgers, en Inglés y Literatura Comparada.
Durante la Segunda Guerra Mundial dirigió el Advisory Council for the Women’s Naval Reserve, y al final del conflicto trabajó en Japón en la puesta en marcha de un nuevo sistema educativo.
Tuvo gran influencia como pedagoga y fue decana del Barnard desde 1911 hasta 1947. Introdujo cambios relevantes en el sistema educativo, como llamar a los alumnos por el apellido, permitir fumar e introducir clases de higiene sexual y ciencia política.
Fue defensora de los derechos de la mujer y del supranacionalismo. Participó en la fundación de la Federación Internacional de Mujeres Universitarias (1919). Fue la única mujer representante oficial en la redacción de la carta fundacional de las Naciones Unidas en San Francisco en 1945, y también contribuyó a la fundación de la Unesco.